# Bartosz Bielenia
Bartosz Bielenia (Białystok, 15 mei 1992) is een Pools theater-, film- en televisieacteur.
Hij is geboren en opgegroeid in Białystok. Hij groeide op in het katholieke geloof en wilde priester worden. Zijn tante Bernadeta Bielenia is een actrice en regisseur verbonden aan het Białystok Poppentheater en docent aan de Theateracademie Aleksander Zelwerowicz in Warschau en de afdeling Poppenspelkunst aan de Theateracademie in Białystok. 
In 1999, in het Dramatisch Theater in Białystok, maakte hij op zevenjarige leeftijd zijn debuut als titelpersonage in het toneelstuk De kleine prins van Antoine de Saint-Exupéry. In 2013 verscheen hij in een aflevering van de Deep Water-serie. In Maciek Bochniaks muzikale komediedrama Disco polo (2015) speelde hij een kleine rol als demonische butler, een lid van de "Funny Gamer" -band. In Wojciech Kasperski's thriller On the Border (2016) speelde hij het personage Janek. In het drama van Wojciech Smarzowski Geestelijkheid (2018) werd hij gecast als een sukkel. Een doorbraak in zijn carrière was de hoofdrol in de film Corpus Christi (2019), waarvoor hij onderscheiden werd met een Paszport Polityki, in de categorie Film.
- Gemeinsame Normdatei: 1217538089
- International Standard Name Identifier: 0000 0005 0278 7078
- Système universitaire de documentation: 253622271
- Virtual International Authority File: 187148207851500341304
- WorldCat: E39PBJc7RGKQdMKMtKPtmVrTHC